# 쿼츠 (밴드)
쿼츠는 2001년에 결성된 대한민국의 얼터너티브 록밴드이다. 2011년 야마하 아시안비트 코리아 파이널에서 2위 입상, KBS 탑밴드2 30강전에 진출하며 인상깊은 모습을 보여주었다. 이후 정규 1집 리플렉션(Reflection) 을 발표하고 서라페 등 홍대 클럽을 중심으로 활발히 활동하고 있다. 처음엔 이재현이 보컬과 기타를 겸하였으나 2005년 한기철의 가입으로 현재는 4인조로 활동하고 있다.

## 구성원
- 이재현 (aka DJ Quartz) - 기타, DJ
- 한기철 - 보컬
- 최정민 - 베이스
- 허재평 - 드럼

## ex-Member
- 정현서 베이스 - 2001~2003
- 이주원 베이스 - 2004~2005
- 이승환 베이스 - 2010~2012
- 최승관 드럼 - 2010~2012

## 음반 목록

### Rebirth Of Quartz [EP]
발매일 - 2005년 7월 12일 <타이틀 : 널 기다려>
1. Rebirth Of Quartz
2. Panic Room
3. 널 기다려
4. Alice
5. Wormhole
6. 꿈을 꿔
7. Outro

### Reflection [정규 1집]
발매일 - 2012년 2월 23일 <타이틀 : Nothing but a Lie>
1. Nothing but a Lie(Rev.1)
2. 기생
3. 집념
4. Alice (Rev.1)
5. Panic Room Pt.1
6. Panic Room Pt.2
7. Close but Far(feat.정차식)
8. What Just Happened

### COMPILATION ALBUM
1. 《2011 Yamaha AsianBeat》 - 2011년 9월 <참여곡 : Nothing But A Lie>

## 기타활동
- 2011 YAMAHA ASIAN BEAT KOREA FINAL 2위 : 수상곡 Nothing But A Lie
- 배치기 : 면전에선 안돼 (feat.한기철)
- 탑밴드2 : 30강전